# Kostel svatého Pavla (Ústí nad Labem)
Kostel apoštola Pavla (také chrám apoštola Pavla či lidově Červený kostel) je evangelický kostel v Ústí nad Labem, nacházející se při křižovatce ulic Horova, Bratislavská a Churchillova, nese jméno svatého apoštola Pavla. O kostel, v němž probíhají pravidelné bohoslužby, se společně starají Českobratrská církev evangelická a Církev československá husitská. V roce 1998 byl Ministerstvem kultury prohlášen kulturní památkou.

## Historie a popis
Základní kámen byl položen 28. září 1904 a samotná výstavba probíhala do roku 1906, kdy byl kostel dokončen. Postaven byl v tehdy nejluxusnější ústecké ulici (dnes Churchillova) dle plánů lipského architekta Julia Zeissiga v novorománském slohu se secesními prvky. Stavbu financovaly rodiny místních podnikatelů, které se do Ústí v 19. století přestěhovaly z protestantských oblastí Německa (Fam. Wolfrum, Ludwig, Bornemann, Siegfried). Stavby se zhostila ústecká společnost Alwin Köhler & Co. (mezi její další realizace patřila například ústecká synagoga), a byla při ní použita progresivní technologie v podobě částečně předpjatých železobetonových příhradových nosníků systému Visintini (dle vynálezce vídeňského architekta Franze Visintiho), které zaklenuly 12,4 m širokou loď. Tyto nosníky se již v té době používaly pro stavbu železničních mostů, ale zde byly vůbec poprvé použity pro nosník klenby. Kostel je jednoduchou stavbou polokruhovou apsidou, půlkruhově zaklenutými okny a s věží vysokou čtyřicet metrů. Nad portálem je fronton a nad ním novorománské okno. Nad vchodem a bočních stěnách je dřevěná kruchta, na níž se nachází varhany z dílny Hermanna Euleho z Bautzenu (Budyšína). Oltář je z bílého mramoru. Interiéru vévodí socha žehnajícího Krista z karského mramoru (kopie sochy od Bertela Thorvaldsena z hlavního kodaňského chrámu). Stavba vyniká cihlově červenou fasádou, kvůli níž se kostelu apoštola Pavla začalo lidově říkat "Červený kostel". Navzdory všeobecně rozšířené domněnce však budova není z cihel, ale z betonu, na zdech jsou pouze nalepené červené kachlíky imitují cihly.
Ke sklonku druhé světové války byl kostel lehce poškozen spojeneckým bombardováním města a v důsledku výbuchu bomby přišel 17. dubna 1945 o všechna původní okna, jež zdobily výjevy ze života Ježíše Krista a apoštolů Petra a Pavla. Po válce byly všechny německé nápisy zabroušeny či zabíleny. Kostel od té doby spoluvlastní a spravují Českobratrská církev evangelická a Církev československá husitská. Mimo zimní měsíce, kdy se bohoslužby konají ve farních modlitebnách, v něm obě církve konají pravidelné nedělní bohoslužby (ČCE 9:30 a ČCsH v 15:00).

## Galerie

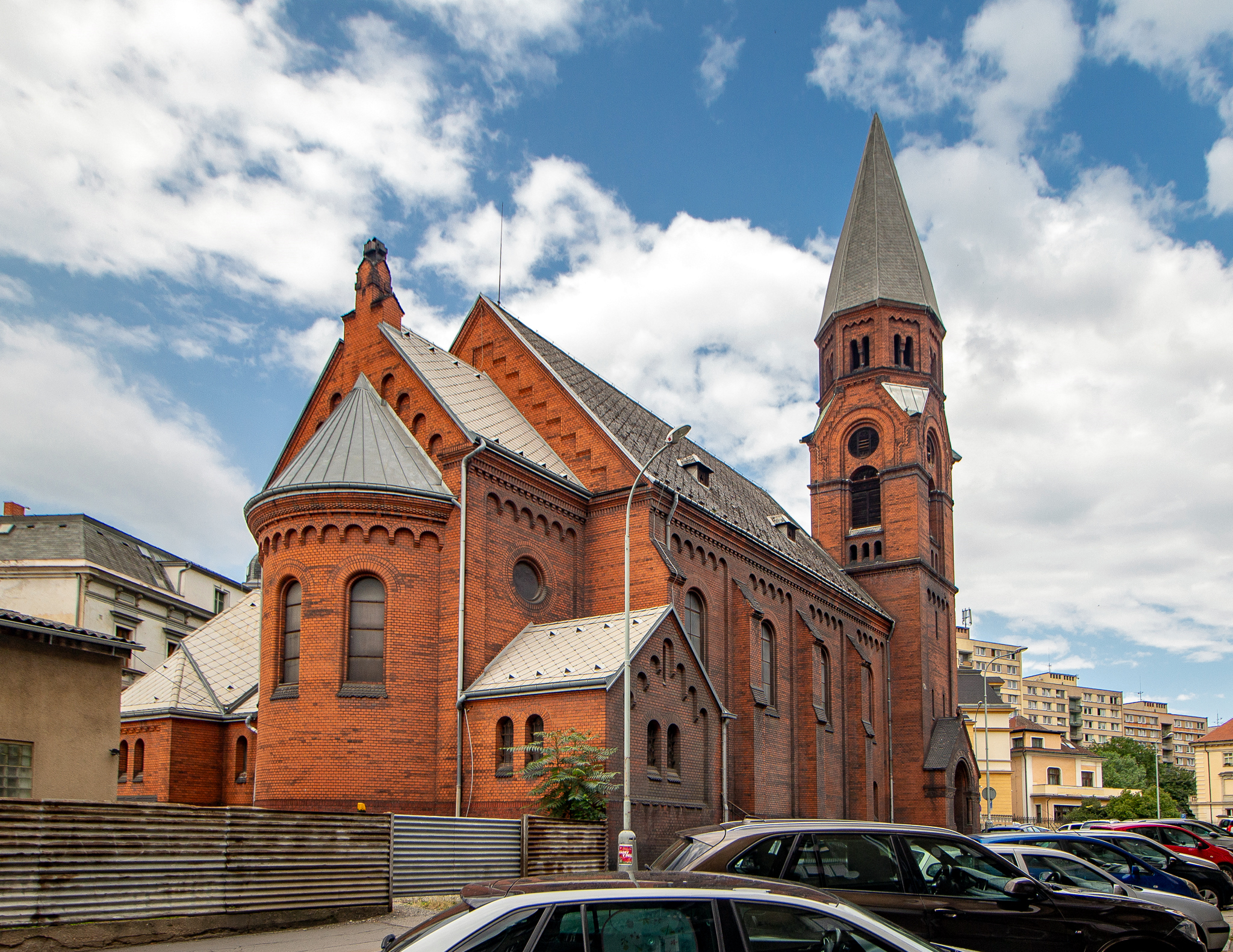
Závěr kostela
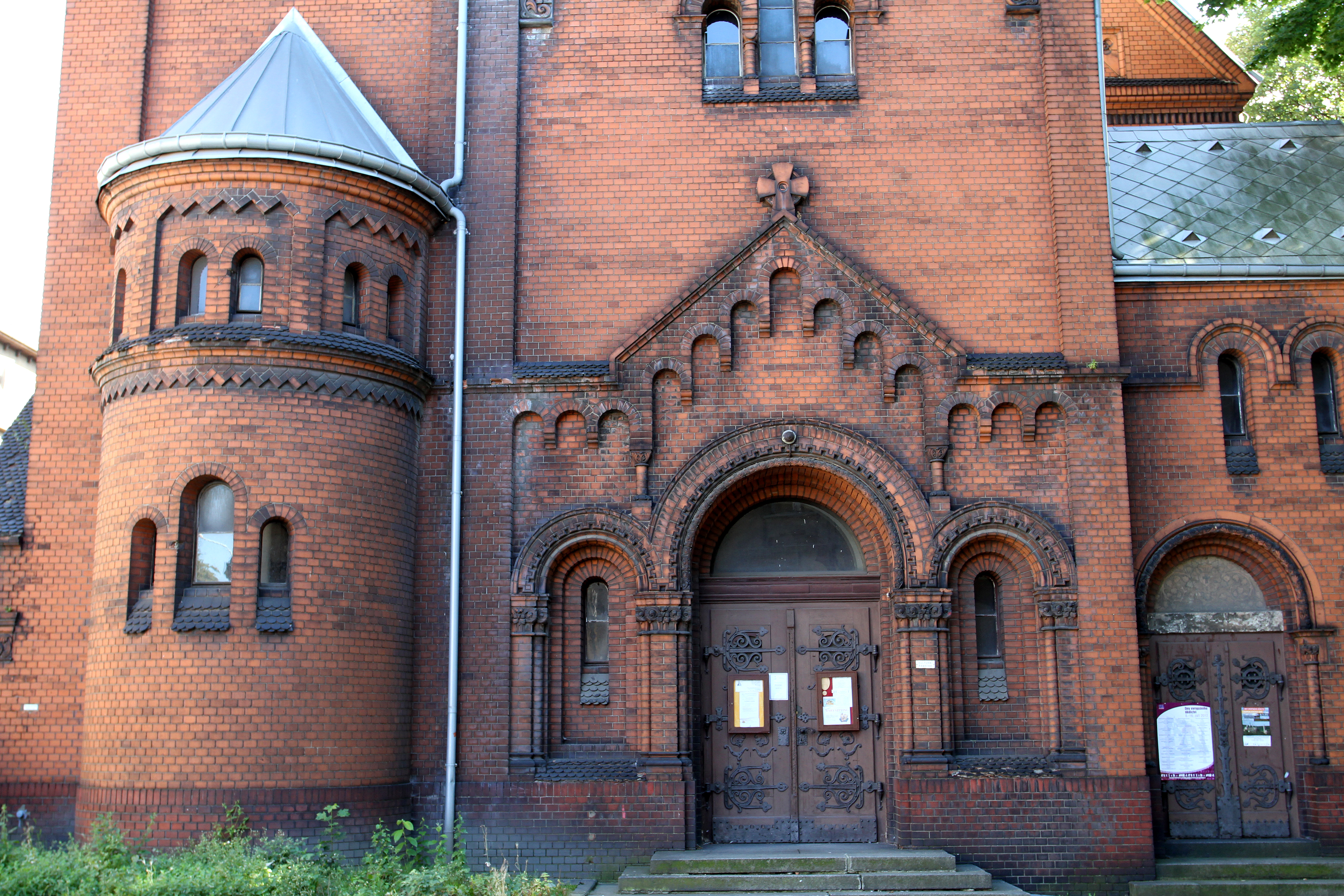
Vstup do kostela
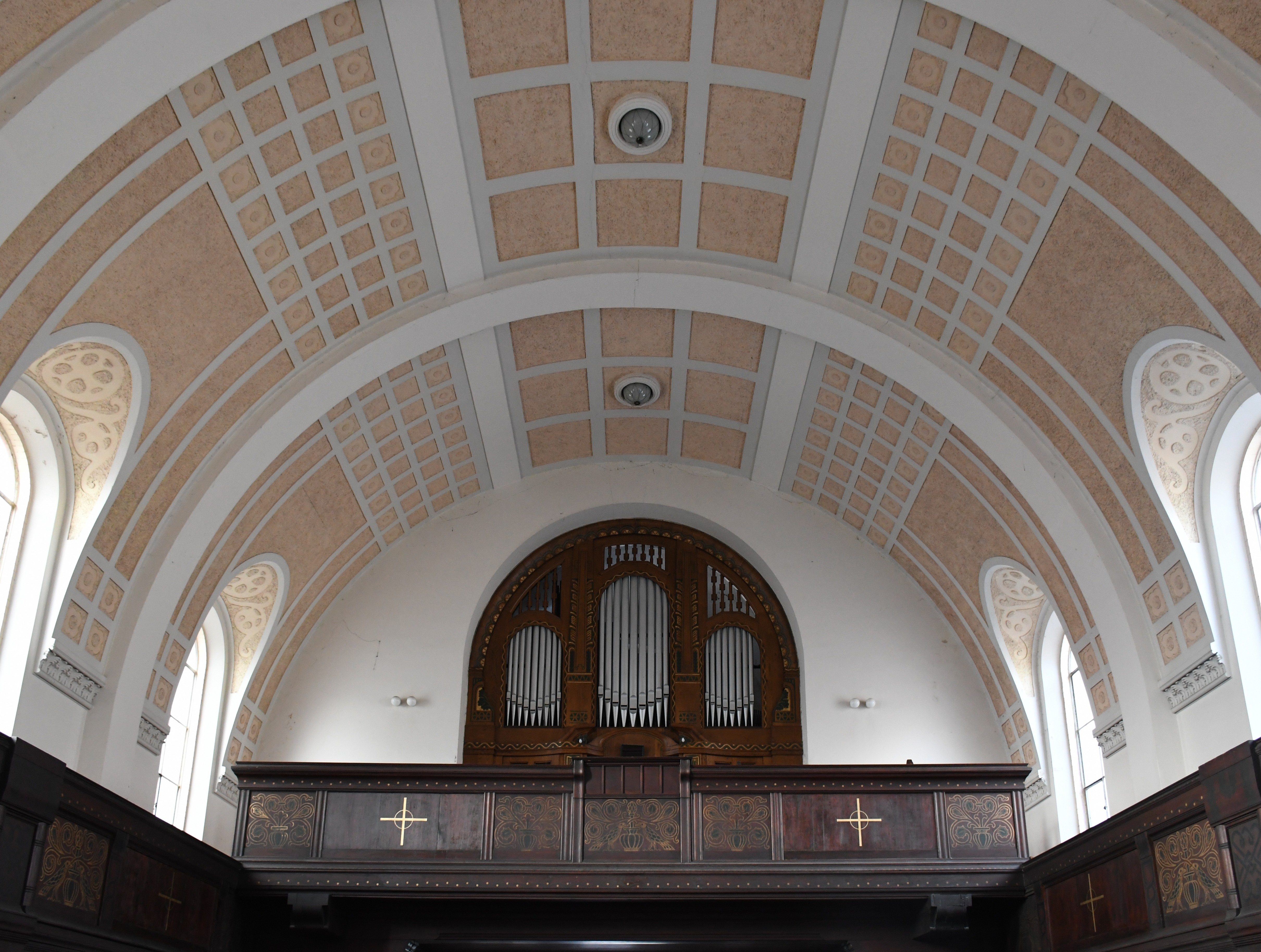
Kruchta a klenba
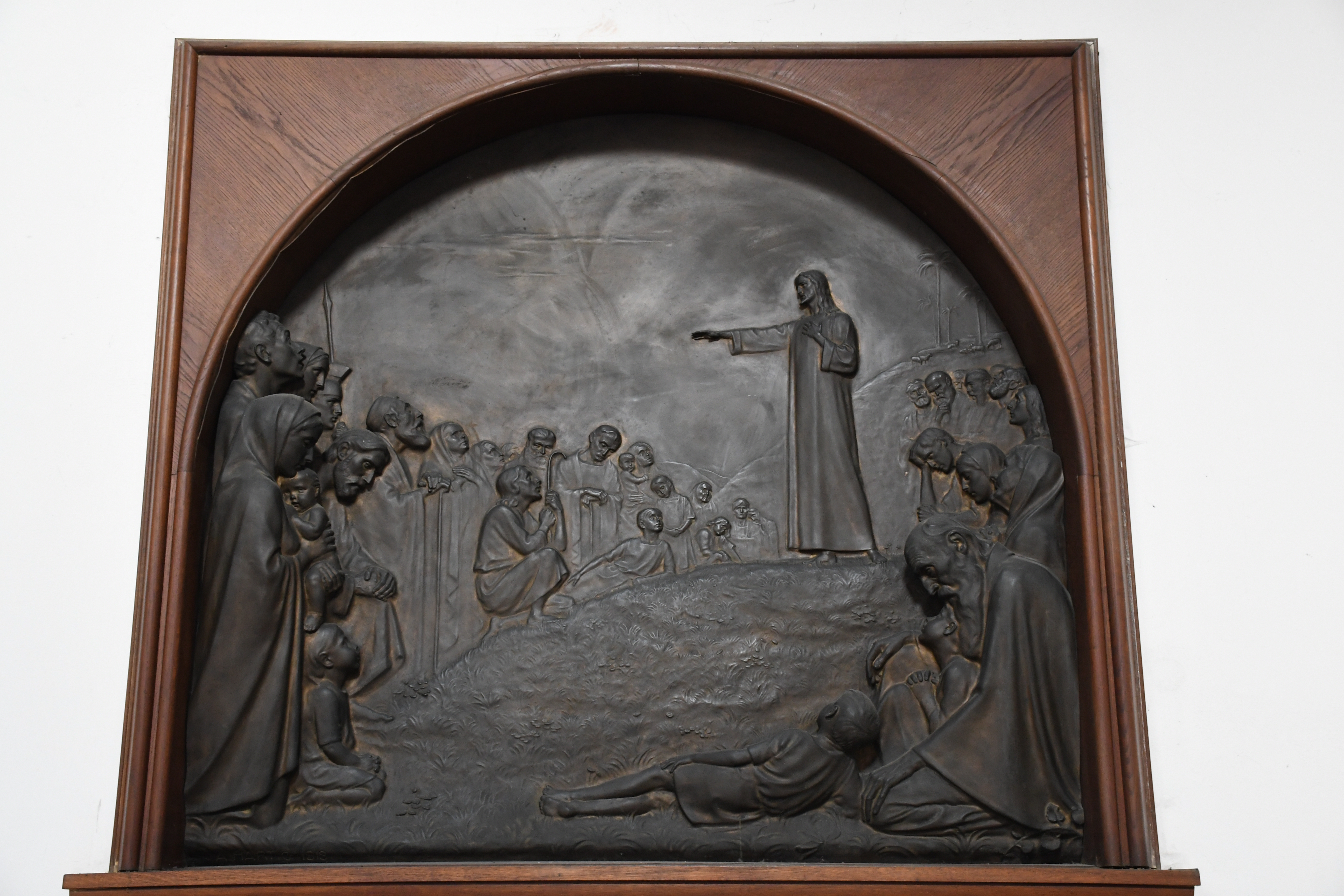
Reliéf s Kristem